# Bunim/Murray Productions
Bunim/Murray Productions es una productora de entretenimiento con sede en Glendale, California, y es considerada pionera en el género de la telerrealidad. Es conocido por The Real World , Road Rules , Bad Girls Club. Mary-Ellis Bunim y Jonathan Murray cofundaron Bunim/Murray después de que el agente Mark Itkin de la Agencia William Morris reuniera a los dos para desarrollar una telenovela con guion para MTV. Cuando eso era demasiado caro, decidieron probar una telenovela sin guion y The Real World anuncio: "Sabíamos a los 20 minutos de filmar que teníamos un espectáculo", dijo Bunim. La compañía se ha expandido a la gestión musical , gestionando la banda Pop Punk con A Cursive Memory. En marzo de 2010, la empresa fue adquirida por Banijay Entertainment (antiguo nombre de Banijay Group).
El éxito inicial de la compañía estuvo en la creación de The Real World. Los intentos de series con guion, incluido Jam Bay , un programa que habría coproducido con Universal Television para ABC, nunca pasaron de la etapa piloto. El 28 de junio de 1999, la empresa intentó entrar en el negocio de la sindicación, planeando asociarse con Columbia TriStar Television Distribution para lanzar una tira de telerrealidad Love Hurts.  En 2001, Bunim/Murray se asoció con Artists Television Group, en el programa de televisión no emitido de WB Lost en los Estados Unidos, pero fue cancelado y fue golpeado con una demanda de $ 1 millón. El 16 de diciembre de 2002, la compañía anunció que se asociaría con el estudio de cine New Line Cinema en el único proyecto teatral de la compañía, The Real Cancun.

## Filmografía

### Programas de televisión actuales
- Ball in the Family
- Born For Business
- The Challenge
- The Challenge: All Stars
- Collab Crib
- The Crystal Maze
- Emily's Wonder Lab
- Endless Summer
- Family or Fiance
- For Real: The Story of Reality TV
- Growing up is a Drag
- House of Creators
- Iyanla: Fix My Life
- Miz & Mrs.
- On Edge
- Project Runway
- Project Runway All Stars
- The Real World
- The Real World Homecoming
- Road Trippin
- Stranded with Sam and Colby
- Sway Life
- Twinning Out
- Valerie's Home Cooking

### Programas de televisión antiguas
- SOS stylist on set
- Allure Incubator
- American Families
- America's Psychic Challenge
- Bad Girls Club
- Bad Girls All-Star Battle
- Bad Girls Road Trip
- Best Ink
- Born This Way
- Born to Diva
- BRKDWN
- Chachi's World
- The Challenge: Champs vs. Stars
- Citizen Rose
- Dash Dolls
- Deaf Out Loud
- Disney TRYathlon
- Dr. Steve-O
- Earth Live
- The Gary Owen Show
- Girl Next Door
- GloBugz!
- Happy Wheels
- The Healer
- Howard Stern
- I Am Cait
- Keeping Up with the Kardashians
- Khloé & Lamar
- Kourtney and Kim Take Miami
- Kourtney and Kim Take New York
- Kourtney and Khloé Take The Hamptons
- L'Oreal Paris Academy
- Life of a Fitness Pop Star
- Life of Kylie
- Lindsay Lohan's Beach Club
- Living Lohan
- Lookbook
- Love Cruise
- Love Games: Bad Girls Need Love Too
- Love Thy Sister
- Making the Band
- Mariah's World
- Married to Rock
- Models of the Runway
- Motor City Masters
- Mrs. Eastwood & Company
- Murder
- Old Skool with Terry and Gita
- One Ocean View
- The Rebel Billionaire
- Reunited: The Real World Las Vegas
- Road Rules
- Rob & Chyna
- Saddle Ranch
- The Scholar
- The Selection
- The Simple Life
- Ski Patrol
- So Cosmo
- The Spin Crowd
- Starting Over
- Stewarts & Hamiltons
- Styl'd
- Supreme Court of Comedy
- Surviving R. Kelly
- Total Bellas
- Total Divas
- Under the Gunn
- Undressed
- Wildlife Rescue Rangers
- WWE Legends' House

### Películas y documentales
- Autism: The Musical
- Camp Steve-O
- Kim Kardashian West: The Justice Project
- Pedro
- Personally Yours
- The Real Cancun
- The Real World Movie: The Lost Season
- The Real World Presents: Return to Duty
- Shadow Billionaire
- They Call Us Monsters
- Transhood
- Valentine Road
- Wealth Hunters